# ايزومي يوشيدا
ايزومي يوشيدا (باليابانية: 吉田泉) (و. 1949 – م) هو سياسي، من اليابان، ولد في لواكي، فوكوشيما، هو عضوٌ في الحزب الديمقراطي الياباني.

## مناصب
تولى منصب عضو مجلس النواب من اليابان.

## التعليم
تعلم في جامعة طوكيو.